# Lista de pinturas no Museu Histórico Nacional

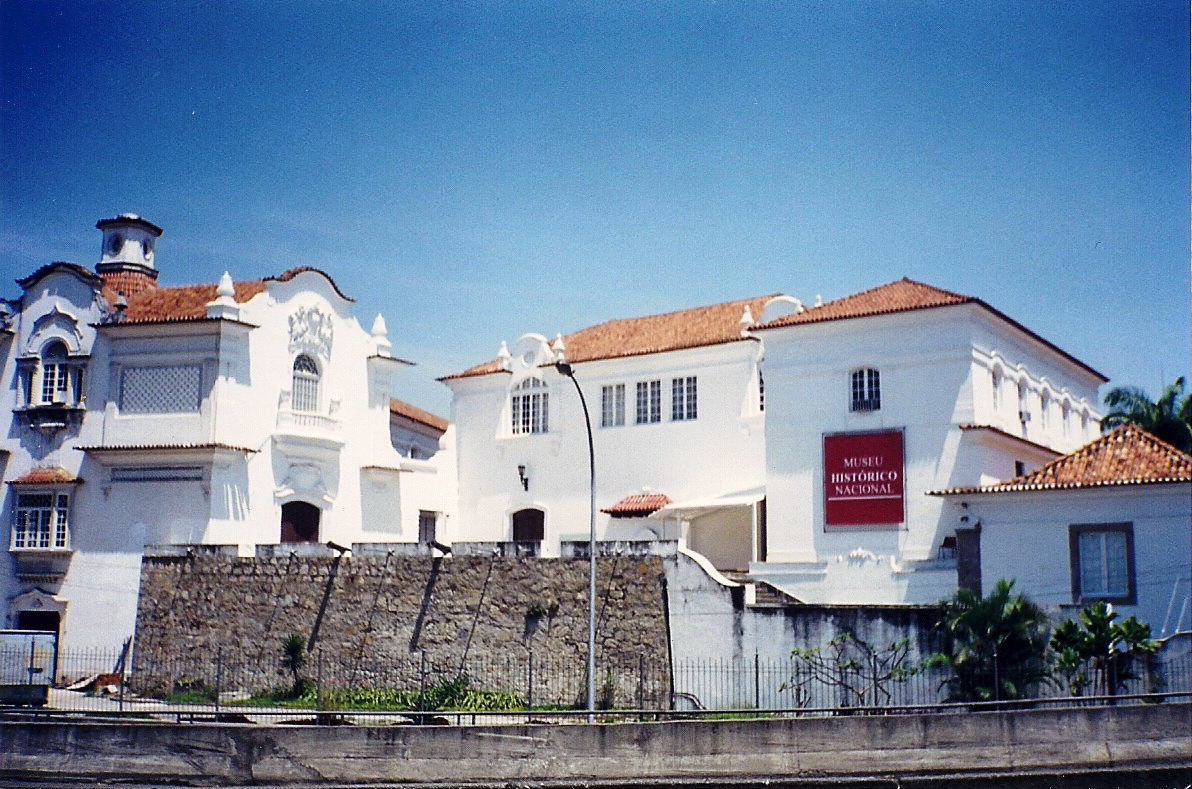
Fachada do Museu Histórico Nacional.

Esta lista de pinturas no Museu Histórico Nacional reúne obras de arte do acervo do Museu Histórico Nacional, composto por cerca de 170 mil peças, da Antiguidade até o século XXI. Pelo menos 500 pinturas foram disponibilizadas digitalmente em 2018. São destaque as obras brasileiras, em especial as do início do século XX, e as representações de batalhas navais por De Martino.
| Imagem | Título                 | Criador | Data | Tópico | Descrito em |
| ------ | ---------------------- | ------- | ---- | ------ | ----------- |
|        | Museu Casa da Princesa |         | 1981 |        |             |

## alegoria
| Imagem | Título                                        | Criador                                | Data       | Tópico | Descrito em |
| ------ | --------------------------------------------- | -------------------------------------- | ---------- | --- | ----------- |
|        | Mar das Índias                                | Isabel Adelaide Guedes Sales Henriques | 2001       | Alcobaça Acinonyx jubatus Índias Orientais Portugal                                                                        |             |
|        | Alegoria à Lei de 13 de Maio de 1888 (estudo) | Décio Villares                         | século XIX | abolicionismo escravatura Lei Áurea Isabel do Brasil                                                                       |             |
|        | Glorificação de Anchieta                      | Lucílio de Albuquerque                 | 1908       | catolicismo Igreja povos indígenas no Brasil Companhia de Jesus José de Anchieta São Paulo                                 |             |
|        | Evangelho na selva                            | Manuel Faria Guimarães                 | século XX  | catecismo catolicismo Escola Nacional de Belas Artes evangelização povos indígenas no Brasil religião                      |             |
|        | Alegoria à República                          | Décio Villares                         | século XX  | Brasil República república                                                                                                 |             |
|        | Minha Terra (tríptico) (1)                    | Helios Seelinger                       | 1922       | animalia bandeira bandeira nacional cavalo descoberta do Brasil Independência do Brasil Proclamação da República do Brasil |             |
|        | Minha Terra (tríptico) (2)                    | Helios Seelinger                       | 1922       | Independência do Brasil |             |
|        | Primeira comunhão na América                  | Eugênio Teixeira                       | 1892       | Cristóvão Colombo História da colonização da América Igreja Católica                                                       |             |
|        | Alegoria da República                         | Carlos Chambelland                     | 1922       | Benjamin Constant José Bonifácio de Andrada e Silva                                                                        |             |
|        | Colonização e dependência                     | Clécio Penedo                          | 1987       | artista carta povos indígenas no Brasil personagem                                                                         |             |
|        | Homenagem do presente ao passado              | Gerson Pompeu                          | 1922       | Rio de Janeiro Exposição Internacional do Centenário da Independência                                                      |             |
|        | Minha Terra (tríptico) (3)                    | Helios Seelinger                       | 1922       | descoberta do Brasil |             |

## arte abstrata
| Imagem | Título           | Criador          | Data | Tópico | Descrito em |
| ------ | ---------------- | ---------------- | ---- | ------ | ----------- |
|        | Pintura abstrata | No/unknown value |      |        |             |

## arte animal
| Imagem | Título           | Criador        | Data | Tópico                                             | Descrito em |
| ------ | ---------------- | -------------- | ---- | -------------------------------------------------- | ----------- |
|        | (Cachorro morto) | Rodolfo Amoedo | 1916 | animalia cão Escola Nacional de Belas Artes Flores |             |

## arte marinha
| Imagem | Título                            | Criador                      | Data      | Tópico                                                                                        | Descrito em |
| ------ | --------------------------------- | ---------------------------- | --------- | --------------------------------------------------------------------------------------------- | ----------- |
|        | A ventania                        | Antônio Parreiras            | 1900      | descoberta do Brasil Supremo Tribunal Federal                                                 |             |
|        | Verde mar (atribuído)             |                              | século XX | dúvida mar                                                                                    |             |
|        | Barco de pesca ancorado em Toulon | Giovanni Battista Castagneto | 1892      | Academia Imperial de Belas Artes embarcação Natividade Grupo Grimm Toulon transporte marítimo |             |
|        | Rochas e mar (atribuído)          | Mary de Souza                | século XX | dúvida mar                                                                                    |             |
|        | Canoa a seco em Angra             | Giovanni Battista Castagneto | 1896      | Academia Imperial de Belas Artes Angra dos Reis Grupo Grimm marinha de guerra                 |             |

## arte sacra
| Imagem | Título                                      | Criador               | Data         | Tópico                                                                                               | Descrito em |
| ------ | ------------------------------------------- | --------------------- | ------------ | --- | ----------- |
|        | Jesus entre os doutores                     | No/unknown value      | século XVI   | Escola de Cuzco                                                                                      |             |
|        | São Marcos                                  | Escola de Cuzco       | século XIX   | Evangelista catolicismo São Marcos                                                                   |             |
|        | Apóstolo com Menino Jesus                   | No/unknown value      | século XX    | apóstolo Igreja Católica Jesus Menino Jesus                                                          |             |
|        | Casamento místico de santa Rosa             | Escola de Cuzco       | século XVIII | Anjo da Guarda catolicismo Rosa de Lima                                                              |             |
|        | Santo Agostinho                             | No/unknown value      | século XVII  | Doutor da Igreja Igreja Católica Santo Agostinho                                                     |             |
|        | O papa e os quatro doutores                 | Escola de Cuzco       | século XVIII | Doutor da Igreja Igreja Católica papa                                                                |             |
|        | Nossa Senhora com Menino                    | No/unknown value      |              | Igreja Católica Menino Jesus Virgem Maria religiosidade                                              |             |
|        | Santa Inês                                  | No/unknown value      | século XVIII | Miguel Calmon Santa Inês santo                                                                       |             |
|        | O martírio das onze mil virgens             | No/unknown value      | século XVII  | anjo carrasco catolicismo Escola franco-flamenga virgindade                                          |             |
|        | Visita de s.ines e s.tereza a virgem        | No/unknown value      | século XVIII | Santa Inês Teresa de Ávila                                                                           |             |
|        | Flagelação de Cristo                        | No/unknown value      | século XIX   | Flagelação de Jesus coluna Jesus                                                                     |             |
|        | San Lucas                                   | Escola de Cuzco       | século XIX   | Evangelista catolicismo São Lucas                                                                    |             |
|        | São João Evangelista (1)                    | Escola de Cuzco       | século XIX   | águia Evangelista catolicismo São João Evangelista                                                   |             |
|        | Jesus ajudado pelo Cireneu                  | No/unknown value      | século XVIII | Colónia do Brasil catolicismo Jesus Paixão de Cristo via sacra                                       |             |
|        | (Visão de Paraguaçu)                        | Angelo da Silva Romão | 1866         | Colónia do Brasil Catarina Paraguaçu Salvador mosteiro                                               |             |
|        | Jesus encontra as mulheres de Jerusalém (1) | No/unknown value      | século XVIII | Colónia do Brasil catolicismo Jesus Paixão de Cristo via sacra                                       |             |
|        | Jesus e Verônica                            | No/unknown value      | século XVIII | Colónia do Brasil catolicismo Paixão de Cristo via sacra                                             |             |
|        | Jesus ouve a sentença                       | No/unknown value      | século XVIII | Paixão de Cristo via sacra                                                                           |             |
|        | Lava-pés                                    | No/unknown value      | século XVIII | Colónia do Brasil catolicismo                                                                        |             |
|        | Cabeca de madona                            | No/unknown value      | século XVI   | Miguel Calmon catolicismo                                                                            |             |
|        | Ex-voto bandeirantes baianos                | Prisciliano Silva     | 1927         | Bandeirantes ex-voto                                                                                 |             |
|        | Jesus encontra as mulheres de Jerusalém (2) | No/unknown value      | século XVIII | Paixão de Cristo via sacra                                                                           |             |
|        | Jesus encontra Maria                        | No/unknown value      | século XVIII | Colónia do Brasil catolicismo Paixão de Cristo via sacra                                             |             |
|        | Madalena                                    | Castro Alves          | 1869         | Castro Alves                                                                                         |             |
|        | Jesus cai pela segunda vez                  | No/unknown value      | século XVIII | Paixão de Cristo via sacra                                                                           |             |
|        | La madonna della sedia                      | No/unknown value      | século XX    | catolicismo família Menino Jesus Virgem Maria                                                        |             |
|        | Passo da Via Sacra                          | No/unknown value      | século XVIII | Bahia Colónia do Brasil Igreja da Sé Paixão de Cristo Salvador via sacra                             |             |
|        | A Anunciação                                | Escola de Cuzco       | século XVIII | Gabriel catolicismo Virgem Maria                                                                     |             |
|        | São João Evangelista                        | No/unknown value      | século XVII  | São João Evangelista                                                                                 |             |
|        | Coroação da Virgem Maria                    | No/unknown value      | século XVIII | catolicismo Virgem Maria                                                                             |             |
|        | Jesus toma a cruz                           | No/unknown value      | século XVIII | Colónia do Brasil catolicismo Jesus Paixão de Cristo via sacra                                       |             |
|        | Nossa Senhora das Dores                     | Modesto Brocos        | século XIX   | Academia Imperial de Belas Artes Jornal do Brasil Nossa Senhora das Dores                            |             |
|        | Batalha dos Guararapes (ex-voto)            | No/unknown value      | 1758         | Batalha dos Guararapes Colónia do Brasil Invasões holandesas no Brasil ex-voto Guerra Luso-Holandesa |             |

## natureza-morta
| Imagem | Título                   | Criador          | Data        | Tópico                              | Descrito em |
| ------ | ------------------------ | ---------------- | ----------- | ----------------------------------- | ----------- |
|        | Cadeira, chapéu e jornal | Jorge de Lima    | 1944        | vestuário mobiliário Natureza Morta |             |
|        | Frutas                   | Oswaldo Cruz     | 1959        | Natureza Morta                      |             |
|        | Flores ()                | No/unknown value | século XVII | Natureza Morta                      |             |

## pintura arquitetônica
| Imagem | Título                         | Criador         | Data | Tópico                                                   | Descrito em |
| ------ | ------------------------------ | --------------- | ---- | -------------------------------------------------------- | ----------- |
|        | Pedra tumular de Estácio de Sá | A. Correa Costa | 1921 | igreja Guerra Peninsular Morro do Castelo Rio de Janeiro |             |

## pintura de género
| Imagem | Título                                 | Criador                   | Data         | Tópico                                                                   | Descrito em |
| ------ | -------------------------------------- | ------------------------- | ------------ | ------------------------------------------------------------------------ | ----------- |
|        | Cena galante                           |                           | século XVIII | vestuário grupo de humanos mulher                                        |             |
|        | A esmola                               | Edgar Cognat              | 1950         | Convento de Santo Antônio Edgar Cognat mendigo esmola                    |             |
|        | Réfugiée                               | Angelina Agostini         | 1915         | Coelho Neto Escola Nacional de Belas Artes                               |             |
|        | Les soins tardies                      |                           | século XIX   | Manuel Gomes da Silva Belfort                                            |             |
|        | (Cena aldeã de interior)               | No/unknown value          | século XVIII | aldeia Escola franco-flamenga                                            |             |
|        | Cena galante no parque (1)             | L. Masson                 | século XVIII | corte Estilo Luís XVI moda francesa rococó sedução                       |             |
|        | (Cachorro dormindo)                    | Rodolfo Amoedo            |              | animalia cão Escola Nacional de Belas Artes                              |             |
|        | Cena galante no parque (2)             | L. Masson                 | século XVIII | corte Estilo Luís XVI moda francesa sedução rococó                       |             |
|        | Grupo de três figuras                  | Van Ronder                |              | Escola franco-flamenga                                                   |             |
|        | Camponesa                              | José Júlio de Souza Pinto | século XX    | mulher camponês                                                          |             |
|        | Terra do sol                           | Sinhá d'Amora             | 1966         | escritor Rio de Janeiro Gustavo Barroso Museu Histórico Nacional Valença |             |
|        | Cena de interior - um café (atribuído) | Alonso Pérez              | século XIX   | café lazer                                                               |             |
|        | Paisagem com camponesa                 | José Malhoa               | 1906         | camponês mulher                                                          |             |
|        | Tocador de sanfona                     | B. Constante Neto         | século XX    | acordeão música Sanfona                                                  |             |

## pintura de paisagem
| Imagem | Título                          | Criador                         | Data           | Tópico                                                                                             | Descrito em |
| ------ | ------------------------------- | ------------------------------- | -------------- | -------------------------------------------------------------------------------------------------- | ----------- |
|        | Paisagem                        |                                 | século XX      | |             |
|        | Caminho na floresta             | João Batista Bordon             | século XX      | floresta paisagem                                                                                  |             |
|        | Casa de Cláudio Manuel da Costa | Genesco Murta                   | século XX      | Arquitetura civil Colónia do Brasil Cláudio Manuel da Costa Inconfidência Mineira                  |             |
|        | Rua com casas                   | Raimundo Costa                  | 1965           | |             |
|        | Vista de Ouro Preto             | Honório Esteves                 | 1908           | Campo Ouro Preto                                                                                   |             |
|        | Sem título (3)                  | Jordão de Oliveira              | 1944           | lago paisagem                                                                                      |             |
|        | (Cena campestre)                | No/unknown value                |                | animalia campo agrícola paisagem                                                                   |             |
|        | Paisagem (2)                    | No/unknown value                |                | edifício embarcação paisagem                                                                       |             |
|        | (Choupana com sol ao fundo)     | Carlo De Servi                  | década de 1890 | Campo natureza paisagem                                                                            |             |
|        | Recanto de praia                | Alberto Silva                   | 1897           | dúvida natureza paisagem praia vegetação                                                           |             |
|        | (paisagem com lago e patos)     | No/unknown value                |                | |             |
|        | (Cigana e duas paisagens)       | Joaquín Agrasot y Juan          | século XX      | ciganos paisagem                                                                                   |             |
|        | Por de sol                      | Lluís Graner Arrufi             | século XX      | paisagem                                                                                           |             |
|        | Paisagem (com flores amarelas)  | Rodolfo Chambelland             | 1907           | Flores paisagem                                                                                    |             |
|        | Casas e porcos                  | No/unknown value                |                | porco doméstico                                                                                    |             |
|        | Bambual (atribuído)             | Eulália Nascimento Silva        | século XX      | bambu paisagem                                                                                     |             |
|        | Caminho da roça (atribuído)     | Mary de Souza                   | século XX      | Mary de Souza paisagem fazenda                                                                     |             |
|        | Porteira                        | Eulália Nascimento Silva        | século XX      | Campo natureza paisagem                                                                            |             |
|        | Riacho e canoa (atribuído)      | Levino Fânzeres                 | século XX      | Campo canoa embarcação paisagem ribeiro                                                            |             |
|        | Elegia da tarde                 |                                 | 1921           | floresta Mario Urteaga Alvarado paisagem                                                           |             |
|        | Corcovado                       | Francisco Joaquim Gomes Ribeiro | século XIX     | Morro do Corcovado Rio de Janeiro                                                                  |             |
|        | Paisagem (3)                    | No/unknown value                | século XIX     | Baía de Guanabara montanha paisagem Rio de Janeiro                                                 |             |
|        | Paquetá                         | Pedro Bruno                     | 1915           | Baía de Guanabara Escola Nacional de Belas Artes Ilha de Paquetá Itália Pedro Bruno Rio de Janeiro |             |

## pintura em miniatura
| Imagem | Título                      | Criador          | Data         | Tópico                                         | Descrito em |
| ------ | --------------------------- | ---------------- | ------------ | ---------------------------------------------- | ----------- |
|        | Retrato de figura masculina | No/unknown value | século XVIII | homem grupo de humanos vestuário Miguel Calmon |             |
|        | Dama da Corte               |                  | século XVIII | vestuário Inglaterra Miguel Calmon mulher      |             |
|        | Mulher (2)                  | No/unknown value | século XIX   |                                                |             |
|        | Mulher (4)                  | No/unknown value | século XIX   |                                                |             |

## pintura histórica
| Imagem | Título                                                     | Criador                                        | Data                 | Tópico | Descrito em |
| ------ | ---------------------------------------------------------- | ---------------------------------------------- | -------------------- | --- | ----------- |
|        | Combate Naval do Riachuelo                                 | Victor Meirelles                               | século XIX           | Francisco Manuel Barroso da Silva Batalha Naval do Riachuelo Fragata a vapor Amazonas Guerra do Paraguai Império do Brasil Segundo reinado |             |
|        | Passagem de Humaitá                                        | Victor Meirelles                               | 1872                 | Passagem de Humaitá Academia Imperial de Belas Artes Duque de Caxias Fortaleza de Humaitá Guerra do Paraguai Segundo reinado |             |
|        | Coroação de D. Pedro II                                    | Manuel de Araújo Porto-Alegre                  | 1845 1846            | Pedro II do Brasil |             |
|        | Sessão do Conselho de Estado                               | Georgina de Albuquerque                        | 1922                 | Conselho de Estado do Império do Brasil Maria Leopoldina de Áustria José Bonifácio de Andrada e Silva Martim Francisco Ribeiro de Andrada Joaquim Gonçalves Ledo José Clemente Pereira Caetano Pinto de Miranda Montenegro Manuel Antônio Farinha Lucas José Obes Luís Pereira da Nóbrega de Sousa Coutinho relógio candelabro mesa carta 2 de setembro 1822 Independência do Brasil Primeiro reinado conselho de ministros cadeira |             |
|        | Passagem do Chaco                                          | Pedro Américo                                  | 1871                 | Guerra do Paraguai Manuel Luís Osório 1867 Passagem de Humaitá Chaco Segundo reinado |             |
|        | Estrada para os Guararapes                                 | Victor Meirelles                               |                      | estrada |             |
|        | Casa dos Contos                                            | Hans Nöbauer                                   | década de 1920       | Casa dos Contos |             |
|        | Primeiros Sons do Hino da Independência                    | Augusto Bracet                                 | 1922                 | 1822 Pedro I do Brasil Evaristo da Veiga Hino da Independência do Brasil Independência do Brasil Primeiro reinado |             |
|        | Salvamento da nau Vasco da Gama                            | Gustave James                                  | século XIX           | Academia Imperial de Belas Artes embarcação Joaquim Marques Lisboa Vasco da Gama (1841) transporte marítimo |             |
|        | Chafariz de Antonio Dias                                   | Hans Nöbauer                                   | 1928                 | Chafariz de Antônio Dias |             |
|        | Sem título (2)                                             | Giovanni Duarte D'Andrea                       | década de 2000       | América Brasil catolicismo império Índia Companhia de Jesus |             |
|        | (Igreja de Santa Rita - Paraty)                            | Manoel de Oliveira Pastana                     | século XX            | Arquitetura civil arquitetura religiosa Paraty |             |
|        | Salvamento da Aeronave Argos                               | A. Tinoco                                      | 20 de junho de 1927  | embarcação Primeira travessia aérea do Atlântico |             |
|        | Industria do vidro                                         | Edgar Cognat                                   | 1959                 | São Cristóvão Rio de Janeiro |             |
|        | Cena historica do fim do seculo xv                         | Rodolfo Amoedo                                 | século XIX           | século XV |             |
|        | Igreja de São Pedro                                        | Hans Nöbauer                                   | 1927                 | arquitetura religiosa Igreja igreja Mariana |             |
|        | Círio de Nazaré                                            | Alcides Naval                                  | 1969                 | Belém Círio de Nazaré procissão |             |
|        | Retirada de Pedro Zeballos de Laguna                       | Cadmo Fausto de Sousa                          | 1939                 | Colónia do Brasil Colonização de Santa Catarina Pedro de Cevallos uniforme militar |             |
|        | Soldado equipado                                           | Maria Emília Campos                            | 1895                 | arma uniforme militar |             |
|        | Igreja de Nossa Senhora do Monte do Carmo                  | Hans Nöbauer                                   | década de 1920       | arquitetura religiosa barroco Colónia do Brasil centro histórico Igreja Católica Minas Gerais Ouro Preto |             |
|        | Vista de uma fortaleza                                     | Aurélio de Figueiredo                          | século XIX           | arquitetura militar |             |
|        | Matriz de Caeté                                            | Hans Nöbauer                                   | 1928                 | arquitetura religiosa barroco Igreja |             |
|        | Passagem de Humaitá (2)                                    | Cadmo Fausto de Sousa                          | 1939                 | Guerra do Paraguai Segundo reinado |             |
|        | Batalha dos Guararapes (segunda)                           | Cadmo Fausto de Sousa                          | 1940                 | Batalha dos Guararapes Colónia do Brasil Guerra Luso-Holandesa Invasões holandesas no Brasil |             |
|        | Retirada da Laguna                                         | Lopes de Leão                                  | 1935                 | Guerra do Paraguai Retirada da Laguna |             |
|        | Capela de Santana                                          | José Wasth Rodrigues                           | 1927                 | arquitetura religiosa Colónia do Brasil capela Igreja Minas Gerais Ouro Preto |             |
|        | Chafariz da Samaritana                                     | Hans Nöbauer                                   | 1928                 | barroco fontanário Mariana Minas Gerais |             |
|        | O Precursor                                                | Pedro Bruno                                    | 1922                 | Escola Nacional de Belas Artes Inconfidência Mineira Tiradentes |             |
|        | Manobras da esquadra                                       | Carlos Balliester                              | 1922                 | esquadra marinha de guerra república |             |
|        | Passagem de Humaitá (3)                                    | Roberto Castellanos                            | 1927                 | Guerra do Paraguai marinha de guerra Passagem de Humaitá transporte |             |
|        | Expedição de Antônio de Albuquerque                        | José Wasth Rodrigues                           | 1940                 | Antônio de Albuquerque Guerra Luso-Holandesa Invasões holandesas no Brasil |             |
|        | Igreja da Misericordia                                     | Euclides Fonseca                               | 1925                 | arquitetura religiosa Colónia do Brasil |             |
|        | Retirada de Matias de Albuquerque                          | Cadmo Fausto de Sousa                          | 1939                 | Batalha dos Guararapes Insurreição Pernambucana Guerra Luso-Holandesa Invasões holandesas no Brasil Matias de Albuquerque, conde de Alegrete |             |
|        | Antigo Chafariz de Goiás                                   | Alexandre Mário Parko                          | 1928                 | Arquitetura civil fontanário Goiás |             |
|        | Ruínas do Solar da Marquesa de Santos                      | Euclides Fonseca                               | 1935                 | Arquitetura civil Domitília de Castro e Canto Melo Primeiro reinado Rio de Janeiro |             |
|        | Igreja do Carmo                                            | Hans Nöbauer                                   | 1928                 | barroco brasileiro centro histórico Igreja igreja Mariana Minas Gerais |             |
|        | Cena de batalha                                            | Corinto Brissac de Lucena                      | século XIX           | Império do Brasil guerra uniforme militar |             |
|        | Retomada do Rio Grande (1776)                              | Cadmo Fausto de Sousa                          | 1939                 | embarcação traje militar romano antigo transporte |             |
|        | Expulsão dos franceses do Maranhão                         | Armando Viana                                  | 1940                 | Colónia do Brasil Daniel de La Touche Invasões francesas do Brasil Invasão francesa de Portugal São Luís |             |
|        | Encouraçado São Paulo                                      | Carlos Balliester                              | 1912                 | embarcação Encouraçado São Paulo transporte marítimo |             |
|        | Matriz de Piracuruca                                       | Hans Nöbauer                                   | 1928                 | arquitetura religiosa barroco Colónia do Brasil Igreja Católica Piauí Piracuruca |             |
|        | Bispo da Bahia lutando contra os holandeses                | Cadmo Fausto de Sousa                          | 1939                 | bispo Guerra Luso-Holandesa Invasões holandesas no Brasil Bahia |             |
|        | Aljube de Mariana                                          | José Wasth Rodrigues                           | 1929                 | Arquitetura colonial do Brasil centro histórico Mariana Minas Gerais |             |
|        | Encouraçado Aquidabã forçando a barra do Rio de Janeiro    | Virgílio Lopes Rodrigues                       | 1894                 | embarcação Floriano Peixoto Revolta da Armada transporte marítimo |             |
|        | Batalha do Tuiuti                                          | José Wasth Rodrigues                           | 1940                 | Batalha de Tuiuti Guerra do Paraguai Manuel Luís Osório |             |
|        | Batalha de Monte Caseros                                   | José Wasth Rodrigues                           | século XX            | Argentina Batalha de Monte Caseros Guerra do Prata |             |
|        | Vapor de guerra Carlos Gomes                               | Carlos Balliester                              | 1901                 | Carlos Gomes embarcação transporte marítimo |             |
|        | Guerra do Paraguai                                         | José Wasth Rodrigues                           | 1940                 | Guerra do Paraguai |             |
|        | Desembarque de Cabral em Porto Seguro                      | Oscar Pereira da Silva                         | 1904                 | Bahia Colónia do Brasil descoberta do Brasil embarcação Pedro Álvares Cabral Porto Seguro transporte |             |
|        | Cabeça de cavalo                                           | Henrique Bernardelli                           | década de 1920       | animalia cavalo Deodoro da Fonseca Proclamação da República do Brasil república |             |
|        | Estrada para o Convento da Penha de Vitória                | Euclides Fonseca                               | século XX            | Convento da Penha Espírito Santo Vitória |             |
|        | Nau Dom Pedro I e Fragata Niterói                          | Carlos Balliester                              | 1906                 | Bahia Sucesso Guerra de Independência do Brasil Santo António e São José Primeiro reinado |             |
|        | Derrota dos franceses e prisão de Duclerc                  | Armando Viana                                  | 1940                 | 1710 Colónia do Brasil Daniel de La Touche Invasões francesas do Brasil Maranhão Invasão francesa de Portugal Rio de Janeiro São Luís |             |
|        | Leitura da sentença dos inconfidentes                      | Eduardo de Sá                                  | 1921                 | Inconfidência Mineira sentença Tiradentes |             |
|        | Esquadra americana                                         | Gustavo Dall'Ara                               | 1908                 | Afonso Pena Fortaleza de Santa Cruz da Barra Ilha da Boa Viagem Niterói república Rio de Janeiro |             |
|        | A ilusão do Terceiro Reinado                               | Aurélio de Figueiredo                          | 1905                 | Ilha Fiscal Império do Brasil república Rio de Janeiro Segundo reinado baile |             |
|        | Capela de Nossa Senhora das Vitórias                       | Luigi Stalloni                                 | 1892                 | arquitetura religiosa Valentim da Fonseca e Silva |             |
|        | Entrada do convento da Penha                               | Levino Fânzeres                                | século XX            | Arquitetura colonial do Brasil Convento da Penha |             |
|        | Revolta da armada de 1893                                  | No/unknown value                               |                      | Floriano Peixoto Revolta da Armada Rio de Janeiro |             |
|        | Expulsão dos franceses do Rio de Janeiro                   | Armando Viana                                  | 1940                 | guerra Invasões francesas do Brasil Guerra Peninsular Rio de Janeiro |             |
|        | Batalha Naval do Riachuelo (2)                             | Cadmo Fausto de Sousa                          | 1939                 | Francisco Manuel Barroso da Silva Batalha Naval do Riachuelo Guerra do Paraguai |             |
|        | Nau do descobrimento                                       | Carlos Balliester                              | 1912                 | Colónia do Brasil descoberta do Brasil embarcação Pedro Álvares Cabral transporte marítimo |             |
|        | Ruínas de Humaitá                                          | Luís Maristany de Trias                        | década de 1860       | Guerra do Paraguai Humaitá ruína |             |
|        | Cruzador Barroso                                           | Giovanni Battista Castagneto                   | 1897                 | Campos Sales Brazilian ship Almirante Barroso república transporte marítimo |             |
|        | Igreja de São Francisco de Mariana, MG                     | Hans Nöbauer                                   | década de 1920       | arquitetura religiosa barroco Colónia do Brasil Convento e Igreja São Francisco Mariana Minas Gerais |             |
|        | Chafariz colonial na Praça dos Contos                      | Hans Nöbauer                                   | década de 1920       | saneamento básico Colónia do Brasil Casa dos Contos fontanário Minas Gerais Ouro Preto |             |
|        | Igreja de São Francisco de Assis, MG                       | Hans Nöbauer                                   | década de 1920       | arquitetura religiosa barroco Colónia do Brasil centro histórico Igreja Católica Minas Gerais Ouro Preto |             |
|        | Casa da Câmara Municipal de Mariana, MG (atribuído)        | Hans Nöbauer                                   | década de 1920       | Arquitetura civil Colónia do Brasil rathaus centro histórico Mariana Minas Gerais |             |
|        | Convento de São Francisco                                  | Euclides Fonseca                               | 1925                 | arquitetura religiosa Colónia do Brasil Convento de São Francisco Igreja |             |
|        | Pátio de Minerva - MHN                                     | Manoel de Oliveira Pastana                     | 1947                 | arquitetura militar Museu Histórico Nacional Rio de Janeiro |             |
|        | Navio 20 (atribuído)                                       | Carlos Balliester                              | 1915                 | embarcação república transporte marítimo |             |
|        | Capela de São João                                         | José Wasth Rodrigues                           | 1930                 | arquitetura religiosa capela Minas Gerais |             |
|        | Chafariz Marília de Dirceu                                 | Hans Nöbauer                                   | década de 1920       | saneamento básico Colónia do Brasil Ouro Preto Minas Gerais fontanário |             |
|        | Casa de Marília                                            | Hans Nöbauer                                   | década de 1920       | Colónia do Brasil Inconfidência Mineira Independência do Brasil Minas Gerais Ouro Preto |             |
|        | Paço do Conde de Assumar                                   | Hans Nöbauer                                   | 1928                 | Arquitetura civil Colónia do Brasil Conde de Assumar Hans Nöbauer Minas Gerais |             |
|        | Troféus de antigos guerreiros                              | No/unknown value                               | século XIX           | arma branca joalharia |             |
|        | Entrega da Carta de Exílio a D. Pedro II                   | No/unknown value                               | século XIX           | exílio Família imperial brasileira Frederico Sólon de Sampaio Ribeiro Pedro II do Brasil Proclamação da República do Brasil Segundo reinado |             |
|        | Interior da igreja de São Sebastião do Castelo             | A. Correa Costa                                | 1921                 | arquitetura religiosa Morro do Castelo Rio de Janeiro São Sebastião |             |
|        | Canhoneira Lamego                                          | No/unknown value                               | década de 1860       | Arsenal de Marinha do Rio de Janeiro embarcação Guerra do Paraguai transporte marítimo |             |
|        | Batalha naval de Abrolhos                                  | Cadmo Fausto de Sousa                          | 1939                 | Batalha Naval de Abrolhos Colónia do Brasil Companhia Holandesa das Índias Ocidentais embarcação Invasões holandesas no Brasil transporte marítimo |             |
|        | Matriz do Pilar                                            | Hans Nöbauer                                   | década de 1920       | arquitetura religiosa barroco Colónia do Brasil catedral Minas Gerais |             |
|        | Vila Rica                                                  | Honório Esteves                                | 1893                 | Colónia do Brasil Inconfidência Mineira Minas Gerais Ouro Preto |             |
|        | Casa dos Inconfidentes                                     | Genesco Murta                                  | década de 1920       | Colónia do Brasil Museu Casa dos Inconfidentes Inconfidência Mineira Minas Gerais Ouro Preto |             |
|        | Tanque de lavar ouro                                       | José Wasth Rodrigues                           | década de 1930       | Colónia do Brasil Filipe dos Santos José Wasth Rodrigues mineração Ouro Preto Revolta de Filipe dos Santos economia |             |
|        | Navio escola Benjamin Constant                             | E. Presty                                      | século XX            | Centenário da Independência Mexicana Trindade Joaquim José Rodrigues Torres Colégio Benjamin Constant transporte marítimo navio |             |
|        | Tiradentes (2)                                             | Regina Veiga                                   | 1949                 | Colónia do Brasil Inconfidência Mineira Tiradentes |             |
|        | Ex-voto                                                    | No/unknown value                               | 1766                 | ex-voto Igreja Católica Nossa Senhora do Desterro |             |
|        | Igreja do Carmo - matriz de Sabará                         | Hans Nöbauer                                   | década de 1920       | arquitetura religiosa Igreja Católica igreja Igreja Matriz de Sabará |             |
|        | Igreja de Nossa Senhora do Carmo                           | Hans Nöbauer                                   | década de 1920       | arquitetura religiosa barroco Colónia do Brasil centro histórico Minas Gerais São João del-Rei |             |
|        | Passagem do Chaco (estudo)                                 | Pedro Américo                                  | século XIX           | Manuel Luís Osório Guerra do Paraguai Passagem de Humaitá Chaco Segundo reinado |             |
|        | Contratorpedeiro Maranhão                                  | Costa Miranda                                  | 1915                 | Batalha da Jutlândia embarcação rebelião Marinha do Brasil Marinha Real Britânica Primeira Guerra Mundial Revolução de 1930 transporte marítimo |             |
|        | Revista naval                                              | Giovanni Battista Castagneto                   | 1899                 | Campos Sales república revista transporte marítimo |             |
|        | Igreja de Nossa Senhora do Rosário                         | Hans Nöbauer                                   | década de 1920       | arquitetura religiosa barroco Colónia do Brasil Igreja de Nossa Senhora do Rosário (Vila Velha) Minas Gerais Ouro Preto |             |
|        | Chafariz do Largo da Independência (1)                     | Hans Nöbauer                                   | 1928                 | saneamento básico Minas Gerais Ouro Preto |             |
|        | Ponte de Dirceu                                            | Hans Nöbauer                                   | 1928                 | Colónia do Brasil Inconfidência Mineira Independência do Brasil Minas Gerais Ouro Preto Ponte Marília de Dirceu |             |
|        | Encouracado Deodoro                                        | E. Presty                                      | século XX            | 1904 1910 navio de defesa de costa Oswaldo Cruz Praia Vermelha Revolta da Chibata Revolta da Vacina |             |
|        | Casa de Câmara e Cadeia de Ouro Preto (atribuído)          | Hans Nöbauer                                   | 1928                 | Arquitetura civil Colónia do Brasil prisão rathaus centro histórico Minas Gerais Ouro Preto |             |
|        | Nonchalance                                                | Antônio Parreiras                              | 1915                 | Escola Nacional de Belas Artes Grupo Grimm |             |
|        | Mulher (5)                                                 | Rodolfo Amoedo                                 |                      | Escola Nacional de Belas Artes vestuário mulher |             |
|        | Chafariz do Largo da Independência (2)                     | Hans Nöbauer                                   | 1928                 | fontanário centro histórico Mariana Minas Gerais |             |
|        | Soldado do 1º Batalhão de Infantaria do Exército           | Maria Emília Campos                            | 1895                 | uniforme militar república |             |
|        | Igreja de São Francisco de Assis                           | Hans Nöbauer                                   | década de 1920       | Aleijadinho arquitetura religiosa barroco Colónia do Brasil centro histórico Convento e Igreja São Francisco Minas Gerais São João del-Rei |             |
|        | Cruzador Tiradentes                                        | Carlos Balliester                              | 1901                 | Cruzador Tiradentes marinha de guerra |             |
|        | Descobrimento da América                                   | Johann Moritz Rugendas                         | década de 1820       | Cristóvão Colombo História da colonização da América América |             |
|        | Martírio de Tiradentes (atribuído)                         | Aurélio de Figueiredo                          | 1893                 | Inconfidência Mineira Tiradentes martírio |             |
|        | Embarque do Príncipe Regente para o Brasil                 | Nicolas-Louis-Albert Delerive                  | 1807                 | Reino Unido de Portugal, Brasil e Algarves corte João VI de Portugal Napoleão Bonaparte Príncipe Regente do Brasil |             |
|        | Igreja e praia da Glória                                   | No/unknown value                               | século XVIII         | arquitetura religiosa Baía de Guanabara Colónia do Brasil Outeiro da Glória pesca Rio de Janeiro transporte marítimo |             |
|        | Ruínas do Convento de São Bernardino                       | Manoel de Oliveira Pastana                     | 1950                 | Angra dos Reis arquitetura religiosa Convento de São Bernardino |             |
|        | Arco do Teles                                              | Rui Alves Campelo                              | 1944                 | Arco do Teles Rio de Janeiro |             |
|        | Vista do Largo do Depósito                                 | Almiro Reis                                    | 1901                 | comércio No/unknown value Largo de Santa Rita Praça dos Estivadores Rio de Janeiro transporte |             |
|        | Ladeira do Castelo                                         | Edgar Parreiras                                | 1922                 | Ladeira da Misericórdia misericórdia Morro do Castelo Rio de Janeiro |             |
|        | Convento de Santa Teresa                                   | Rui Alves Campelo                              | 1946                 | arquitetura religiosa Conde de Bobadela Gomes Freire de Andrade Reduto do Morro de Santa Teresa Rio de Janeiro |             |
|        | D. João VI ouvindo o padre José Maurício ao cravo (estudo) | Henrique Bernardelli                           | século XIX           | Reino Unido de Portugal, Brasil e Algarves Capela Real do Rio de Janeiro corte João VI de Portugal Igreja José Maurício música do Brasil |             |
|        | Lagoa do Boqueirão e Aqueduto da Carioca                   | No/unknown value                               | século XVIII         | Aqueduto da Carioca Arquitetura civil arquitetura religiosa Colónia do Brasil Conde de Bobadela Arco do Teles Reduto do Morro de Santa Teresa Rio de Janeiro |             |
|        | Igreja do Bonfim                                           | Levino Fânzeres                                | século XX            | castanha de caju Igreja do Bonfim Rio de Janeiro |             |
|        | Antiga Escola Militar na Praia Vermelha                    | F. Gouveia                                     | 1907                 | academia militar Oswaldo Cruz Praia Vermelha Revolta da Vacina Rio de Janeiro |             |
|        | Ladeira do Valongo                                         | Manoel de Oliveira Pastana                     | 1951                 | Rio de Janeiro |             |
|        | Atelier Bernardelli                                        | José Pinelo Llull                              | 1910                 | Leme Rio de Janeiro |             |
|        | Trecho da Rua da Misericórdia                              | Jordão de Oliveira                             | 1929                 | Forte de São Tiago Ordem dos Frades Menores Igreja Católica Museu Histórico Nacional Rio de Janeiro Santa Casa de Misericórdia de Maragojipe saúde |             |
|        | Igreja do Saco de São Francisco                            | José Jardim de Araújo                          | século XX            | arquitetura religiosa Niterói São Francisco |             |
|        | Trecho da Rua D. Manuel                                    | Gustavo Dall'Ara                               | 1920                 | comércio Palácio da Justiça (Porto) Rio de Janeiro teatro transporte |             |
|        | Alfândega                                                  | Rui Alves Campelo                              | 1941                 | alfândega Grandjean de Montigny Missão Artística Francesa Rio de Janeiro |             |
|        | Chafariz do antigo cais da Glória                          | A. Correa Costa                                | 1920                 | água logradouro Rio de Janeiro |             |
|        | Leitura da sentença                                        | Leopoldino Faria                               | década de 1890       | Colónia do Brasil Inconfidência Mineira Tiradentes |             |
|        | Igreja de Santa Efigênia                                   | Hans Nöbauer                                   | década de 1920       | arquitetura religiosa Colónia do Brasil Igreja de Santa Efigênia |             |
|        | Descobrimento do Brasil                                    | Aurélio de Figueiredo                          | 1887                 | Colónia do Brasil descoberta do Brasil Pedro Álvares Cabral |             |
|        | Coroação de D. Pedro II (estudo)                           | No/unknown value Manuel de Araújo Porto-Alegre | década de 1840       | Coroação Império do Brasil Pedro II do Brasil Segundo reinado |             |
|        | Juramento Constitucional da Princesa Isabel                | Federico Tirone                                | 1861                 | Escola Nacional de Belas Artes Isabel do Brasil Segundo reinado juramento |             |
|        | Pesca da baleia na Baía de Guanabara                       | No/unknown value                               | século XVIII         | arquitetura militar Baía de Guanabara Colónia do Brasil Fortaleza de Santa Cruz da Barra Fortaleza de São Francisco Xavier da Ilha de Villegagnon Niterói pesca Rio de Janeiro transporte marítimo |             |
|        | Oratório colonial                                          | A. Correa Costa                                | 1919                 | igreja Rio de Janeiro |             |
|        | Antigo pavilhão da Polícia Marítima                        | Nicolau Del Negro                              | século XX            | Polícia Marítima polícia militar Rio de Janeiro pavilhão |             |
|        | Chafariz da Rua Riachuelo                                  | A. Correa Costa                                | 1920                 | água Rio de Janeiro Rua Riachuelo |             |
|        | (Igreja do Rosário - Paraty)                               | Manoel de Oliveira Pastana                     | 1950                 | Arquitetura civil arquitetura religiosa Colónia do Brasil centro histórico Paraty |             |
|        | Reminiscência do Morro do Castelo                          | João Batista da Costa                          | 1923                 | Morro do Castelo Rio de Janeiro |             |
|        | Forte do Morro do Castelo                                  | Gustavo Dall'Ara                               | 1922                 | fortificação Morro do Castelo Rio de Janeiro |             |
|        | Largo da Misericórdia                                      | Rui Alves Campelo                              | 1944                 | Ladeira da Misericórdia Largo da Misericórdia Rio de Janeiro |             |
|        | Bombardeio de Curuzu                                       | Eduardo de Martino                             | século XIX           | Batalha de Curuzu batalha naval Armada Imperial Brasileira Forte de Curuzú Guerra do Paraguai Manuel Marques de Sousa |             |
|        | Rendição da Corveta General Dorrego                        | Eduardo de Martino                             | século XIX           | batalha naval embarcação escuna Rio da Prata Guerra da Cisplatina Primeiro reinado |             |
|        | Acampamento brasileiro no Chaco                            | Eduardo de Martino                             | 1871                 | Brasil Chaco Guerra do Paraguai Paraguai eclesiástico |             |
|        | Chegada da Fragata Constituição ao Rio de Janeiro          | Eduardo de Martino                             | 1872                 | Fragata Constituição Teresa Cristina de Bourbon-Duas Sicílias Rio de Janeiro Segundo reinado |             |
|        | Revista militar no Largo do Paço                           | No/unknown value                               | século XVIII         | Colónia do Brasil fontanário Largo do Paço Valentim da Fonseca e Silva Revista Militar Rio de Janeiro |             |
|        | Fragata Francesa                                           | Eduardo de Martino                             | século XIX           | embarcação fragata francesa marinha de guerra |             |
|        | Abordagem dos encouraçados Cabral e Lima Barros            | Eduardo de Martino                             | século XIX           | embarcação Encouraçado Cabral Lima Barros (monitor) Guerra do Paraguai transporte marítimo Assalto aos encouraçados Cabral e Lima Barros |             |
|        | Vapor Marquês de Olinda em Assunção                        | Eduardo de Martino                             | década de 1870       | embarcação Guerra do Paraguai Império do Brasil Segundo reinado transporte marítimo Marquês de Olinda |             |
|        | Procissão marítima diante do Hospital dos Lázaros          | No/unknown value                               | século XVIII         | Colónia do Brasil festividades religiosas embarcação hospital Companhia de Jesus Passeio Público Rio de Janeiro São Cristóvão |             |
|        | Naus e fragatas inglesas no ancoradouro                    | Eduardo de Martino                             | 24 de agosto de 1874 | Império do Brasil Inglaterra marinha de guerra Segundo reinado transporte marítimo |             |
|        | Abordagem do Encouraçado Barroso e Monitor Rio Grande      | Eduardo de Martino                             | 1868                 | embarcação Encouraçado Barroso Guerra do Paraguai Monitor Encouraçado Rio Grande Segundo reinado |             |
|        | Noite de luar em Montevidéu                                | Eduardo de Martino                             | século XIX           | arquitetura militar embarcação Fortaleza Montevidéu transporte marítimo Uruguai |             |
|        | Combate naval do Riachuelo                                 | Eduardo de Martino                             | 1870                 | Francisco Manuel Barroso da Silva almirante Batalha Naval do Riachuelo Fragata a vapor Amazonas Fragata Jequitinhonha Guerra do Paraguai |             |
|        | Visita de uma esquadra inglesa ao Rio de Janeiro           | No/unknown value                               | século XVIII         | Baía de Guanabara Colónia do Brasil embarcação Fortaleza de São Francisco Xavier da Ilha de Villegagnon fortificação Inglaterra Niterói Rio de Janeiro |             |
|        | Canoas em vigília no Chaco                                 | Eduardo de Martino                             | 1868                 | Brasil Chaco embarcação Guerra do Paraguai Paraguai transporte marítimo |             |
|        | Abordagem da Fragata Imperatriz                            | Eduardo de Martino                             | 1875                 | embarcação fragata Guerra da Cisplatina Primeiro reinado |             |
|        | Fragata Independência                                      | Eduardo de Martino                             | século XIX           | fragata Império do Brasil marinha de guerra Segundo reinado |             |
|        | Abordagem da corveta Maceió e da escuna Dois de Dezembro   | Eduardo de Martino                             | 1873                 | Brasil corveta escuna Guerra da Cisplatina marinha de guerra Primeiro reinado |             |
|        | Domingo de festa na fazenda                                | Hans Nöbauer                                   | década de 1920       | Arquitetura civil domingo escravatura festa Colónia do Brasil |             |

## retrato
| Imagem | Título                                                        | Criador                                        | Data                | Tópico | Descrito em |
| ------ | ------------------------------------------------------------- | ---------------------------------------------- | ------------------- | --- | ----------- |
|        | Auto-retrato                                                  | Rodolfo Amoedo                                 | século XX           | Rodolfo Amoedo bigode boné pintor |             |
|        | Sem título                                                    | No/unknown value                               | década de 1930      | |             |
|        | Viscondessa do Bom Conselho                                   | Karl Ernst Papf                                | 1889                | império José Bento da Cunha Figueiredo Segundo reinado esposa |             |
|        | General Joaquim José Gonçalves Fontes                         | Joaquim da Rocha Fragoso                       | século XIX          | Guarda Nacional |             |
|        | Viscondessa de Castro                                         | No/unknown value                               | século XIX          | Escolástica Bonifácia de Toledo Ribas Primeiro reinado |             |
|        | Homem em traje civil                                          | José de Paula Barros                           | século XX           | Brasil República vestuário civil |             |
|        | Conselheiro Francisco de Carvalho Soares Brandão              | No/unknown value                               | século XIX          | Francisco de Carvalho Soares Brandão |             |
|        | Tiradentes                                                    | Décio Villares                                 | século XIX          | Colónia do Brasil Inconfidência Mineira Tiradentes |             |
|        | Eugenia de Beauharnais                                        | No/unknown value                               | século XIX          | Eugênia de Leuchtenberg |             |
|        | Visconde de meriti, esposa e filha                            | Pereira, A.J.                                  | 1827                | Abrantes barão Império do Brasil Catete condecoração Espírito Santo vestuário marquês Nobreza do Império do Brasil Ordem de Cristo piedade visconde |             |
|        | Baronesa de Cruz Alta                                         | Karl Ernst Papf                                | 1883                | barão vestuário mulher Segundo reinado |             |
|        | José Martins da Fonseca Portela                               | Auguste Petit                                  | século XIX          | grupo de humanos vestuário Segundo reinado |             |
|        | Roberto Jorge Haddock Lobo                                    | Joaquim da Rocha Fragoso                       | 1867                | Academia Nacional de Medicina condecoração Imperial Ordem do Cruzeiro insígnia Ordem de Cristo Partido Conservador Haddock Lobo Segundo reinado Sociedade Auxiliadora da Indústria Nacional                                                                              |             |
|        | Francisco de Borja de Almeida Corte-Real                      | Auguste Petit                                  | século XIX          | Catalunha combate vestuário |             |
|        | Sem título (1)                                                | No/unknown value                               | década de 1930      | almirante Marinha do Brasil Revolta da Chibata |             |
|        | Retrato de lindéa Sette                                       | Jordão de Oliveira                             | 1934                | vestuário moda mulher |             |
|        | Instituto de Música (estudo para teto)                        | Henrique Bernardelli                           | século XIX          | estudo |             |
|        | Maria Leczinska                                               |                                                |                     | Invasão da Polónia Maria Leszczyńska Napoleão Bonaparte |             |
|        | Homem                                                         | No/unknown value                               | século XIX          | |             |
|        | Pedro II                                                      | João Francisco Lopes Rodrigues                 | 1865                | Império do Brasil Família imperial brasileira Imperial Ordem da Rosa Ordem Nacional do Cruzeiro do Sul Ordem do Tosão de Ouro Pedro II do Brasil Segundo reinado |             |
|        | Bernardo Belisário Soares de Souza Filho                      | Mme. A. Deharmel                               | século XIX          | grupo de humanos vestuário criança |             |
|        | Francisco Manuel da Silva                                     | No/unknown value                               | século XIX          | Hino Nacional Brasileiro Francisco Manuel da Silva música maestro |             |
|        | Baronesa de Timbó                                             | Horácio Hora                                   | 1884                | vestuário barão mulher Segundo reinado |             |
|        | Capitão de Fragata Henrique Antônio Baptista                  | Louis-Auguste Moreaux                          | 1875                | Capitão de Fragata condecoração Imperial Ordem do Cruzeiro uniforme militar insígnia Marinha do Brasil Ordem de Cristo Ordem de Avis Segundo reinado |             |
|        | Maria Anna Paes Barreto Soares Brandão                        | No/unknown value                               | século XIX          | |             |
|        | Rita Bandeira de Melo Franco                                  |                                                | 1837                | |             |
|        | Homem em traje militar                                        | V. F. Leite                                    | 1920                | grupo de humanos vestuário uniforme militar república |             |
|        | Almirante Joaquim Leal Ferreira                               | No/unknown value                               | 1905                | condecoração grupo de humanos Imperial Ordem do Cruzeiro vestuário uniforme militar insígnia Marinha do Brasil |             |
|        | Francisco Antônio Maria Esbérard                              | Auguste Petit                                  | 1903                | fábrica indústria Ordem do Mérito Civil república vidro |             |
|        | Viscondessa de Souto                                          | Augusto Rodrigues Duarte                       | 1873                | vestuário mulher Nobreza de Portugal Segundo reinado |             |
|        | Barão de Timbó                                                | Horácio Hora                                   | 1884                | condecoração Guarda Nacional grupo de humanos Imperial Ordem da Rosa vestuário insígnia João José de Oliveira Leite Segundo reinado |             |
|        | Brigadeiro Francisco de Lima e Silva                          | François-René Moreaux                          | século XIX          | Império do Brasil Francisco de Lima e Silva Confederação do Equador condecoração Exército Imperial Brasileiro Duque de Caxias Imperial Ordem do Cruzeiro Imperial Ordem da Rosa Ordem de Cristo Ordem de Avis Primeiro reinado Província de Pernambuco Período regencial |             |
|        | General Polidoro                                              | Joaquim da Rocha Fragoso                       | 1870                | condecoração Colégio Militar do Rio de Janeiro Exército Brasileiro Polidoro Jordão Guerra do Paraguai Guerra dos Farrapos Segundo reinado |             |
|        | Dama da Corte (3)                                             | No/unknown value                               | século XVII         | França vestuário Miguel Calmon mulher |             |
|        | Dama da Corte (4)                                             |                                                | século XVIII        | vestuário Inglaterra Miguel Calmon mulher |             |
|        | Luís XV                                                       |                                                | século XVIII        | vestuário Luís XV de França Miguel Calmon |             |
|        | Retrato de Margueritte Dautel La Saigne (atribuído)           |                                                | 1934                | Mesbla mulher |             |
|        | Retrato Eqüestre de Duque de Caxias                           | Joaquim da Rocha Fragoso                       | século XX           | Duque de Caxias Exército Brasileiro Guerra do Paraguai Segundo reinado |             |
|        | Maria Anna Paes Barreto Soares Brandão (2)                    | No/unknown value                               |                     | |             |
|        | Maria Anna Soares Brandão                                     | Edmond Viancin                                 | século XIX          | Francisco de Carvalho Soares Brandão Segundo reinado |             |
|        | Figura de mulher                                              | Carlo De Servi                                 | século XX           | mulher |             |
|        | Barão de Lucena                                               | H. Giraldes                                    | 1891                | Henrique Pereira de Lucena Supremo Tribunal Federal ministro da Fazenda do Brasil república Segundo reinado |             |
|        | Conselheiro lopes netto                                       | Pedro Américo                                  | 1882                | Felipe Lopes Neto |             |
|        | Homem (3)                                                     | No/unknown value                               | século XIX          | |             |
|        | Homem (4)                                                     | No/unknown value                               | século XIX          | vestuário civil |             |
|        | Manuel de Melo Franco                                         |                                                | 1837                | Guarda Nacional |             |
|        | Visconde de Souto                                             | Augusto Rodrigues Duarte                       | 1873                | grupo de humanos vestuário Nobreza de Portugal Segundo reinado visconde |             |
|        | Duquesa de Caxias                                             | Cincinato Mavignier                            | século XIX          | vestuário mulher Segundo reinado |             |
|        | Cavaleiro da Ordem de Cristo                                  | Auguste Petit                                  | 1868                | condecoração grupo de humanos vestuário insígnia Ordem de Cristo Segundo reinado |             |
|        | Cândida Maria da Fonseca Portella                             | Auguste Petit                                  | século XIX          | quinta vestuário mulher Segundo reinado |             |
|        | Homem em traje civil (3)                                      | Aurélio de Figueiredo                          | século XIX          | grupo de humanos vestuário civil |             |
|        | D. Amélia de Leuchtenberg e Princesa Maria Amélia de Bragança | M. Jacques                                     | século XIX          | Amélia de Leuchtenberg Pedro I do Brasil Primeiro reinado Maria Amélia de Bragança |             |
|        | Margarida de Valois                                           | No/unknown value                               | século XVI          | França vestuário Margarida de Valois Miguel Calmon mulher |             |
|        | Dama da Corte (5)                                             | No/unknown value                               | século XVIII        | vestuário Miguel Calmon mulher |             |
|        | (A carta triste)                                              | No/unknown value                               | século XVIII        | vestuário mulher |             |
|        | Figura masculina                                              | No/unknown value                               |                     | homem |             |
|        | Barão do Triunfo                                              | Joaquim da Rocha Ferreira                      | 1932                | Barão do Triunfo condecoração Guerra do Paraguai uniforme militar insígnia Joaquim de Andrade Neves Segundo reinado |             |
|        | Homem em traje civil (4)                                      | Oswaldo Teixeira                               | 1930                | Escola Nacional de Belas Artes Exposições Gerais de Belas Artes vestuário Museu Nacional de Belas Artes Oswaldo Teixeira |             |
|        | Barão de Cotegipe (1)                                         | Ernst Nowak                                    | século XIX          | João Maurício Wanderley lei dos sexagenários ministro da Fazenda do Brasil ministro da Marinha do Brasil ministro dos negócios estrangeiros Presidente do Conselho de Ministros de Portugal Segundo reinado                                                              |             |
|        | Jorge IV da Grã-Bretanha                                      | No/unknown value                               | século XIX          | Casa de Hanôver condecoração insígnia Jorge IV do Reino Unido Ordem da Jarreteira Príncipe de Gales |             |
|        | Conde de Bobadela                                             | José Wasth Rodrigues                           | década de 1940      | Gomes Freire de Andrade Aqueduto da Carioca Colónia do Brasil Forte de São Tiago Conde de Bobadela condecoração governador Guerra da Sucessão Espanhola uniforme militar insígnia Ordem de Cristo                                                                        |             |
|        | Tenente-coronel Sena Madureira                                | E. Ribeiro                                     | 1897                | Proclamação da República do Brasil Sena Madureira |             |
|        | Visconde de Cairu (1)                                         | Armando Viana                                  | 1940                | Decreto de Abertura dos Portos às Nações Amigas Império do Brasil Reino Unido de Portugal, Brasil e Algarves Primeiro reinado José da Silva Lisboa |             |
|        | Maria Isidora Ottoni de Araújo Maia                           | Édouard Viénot                                 | 1892                | |             |
|        | General João Guilherme de Bruce                               | F. Prata                                       | 1872                | Império do Brasil condecoração Segundo reinado Guerra do Paraguai Imperial Ordem da Rosa Ordem de Cristo Ordem de Avis Ordem Nacional do Cruzeiro do Sul |             |
|        | Pedro II (2)                                                  | Maria Salomé                                   | 1929                | imperador Império do Brasil Pedro II do Brasil Segundo reinado |             |
|        | Professora Werneck                                            |                                                | 1876                | Império do Brasil mulher Segundo reinado |             |
|        | Visconde de Sepetiba (1)                                      | No/unknown value                               | século XIX          | Aureliano de Sousa e Oliveira Coutinho Segundo reinado Império do Brasil |             |
|        | Mulher (1)                                                    | No/unknown value                               |                     | vestuário mulher |             |
|        | Homem em traje civil (5)                                      | João Timóteo da Costa                          | 1914                | Brasil República civil vestuário |             |
|        | Barão de Cotegipe (2)                                         | No/unknown value                               | século XIX          | condecoração Imperial Ordem do Cruzeiro insígnia João Maurício Wanderley lei dos sexagenários ministro da Fazenda do Brasil ministro da Marinha do Brasil ministro dos negócios estrangeiros Presidente do Conselho de Ministros de Portugal Segundo reinado             |             |
|        | Fernando VII de Espanha                                       | No/unknown value                               | século XIX          | condecoração Família real espanhola Fernando VII de Espanha insígnia Ordem do Tosão de Ouro |             |
|        | Marechal Deodoro da Fonseca (1)                               | Armando Viana                                  | 1940                | Brasil República Deodoro da Fonseca presidente da República |             |
|        | Tenente-Coronel José Carlos de Carvalho (1)                   | Francisco de Sousa Lobo                        | 1877                | José Carlos de Carvalho Júnior |             |
|        | Busto de senhora                                              | Regina Veiga                                   | 1914                | mulher unidentified woman |             |
|        | Conselheiro José Mauricio Fernandes Pereira de Barros         | Joaquim da Rocha Fragoso                       | 1872                | alfândega José Maurício Fernandes Pereira de Barros Instituto Histórico e Geográfico Brasileiro Espírito Santo Segundo reinado |             |
|        | Floriano Peixoto                                              | Miguel Navarro Cañizares                       | 1894                | Floriano Peixoto Proclamação da República do Brasil república Revolta da Armada |             |
|        | Marquesa de Abrantes                                          | Ferdinand Krumholz                             | 1850                | Segundo reinado marquês |             |
|        | Segunda Baronesa de Vassouras                                 | Karl Ernst Papf                                | 1883                | barão Império do Brasil Segundo reinado |             |
|        | Mulher (3)                                                    | No/unknown value                               |                     | humano vestuário mulher |             |
|        | Retrato de mulher                                             | No/unknown value                               |                     | vestuário mulher |             |
|        | Homem em traje militar (2)                                    | No/unknown value                               | século XIX          | condecoração vestuário uniforme militar insígnia |             |
|        | Quintino Bocaiuva                                             | Belmiro de Almeida                             | 1920                | Academia Imperial de Belas Artes Império do Brasil ministro dos negócios estrangeiros Proclamação da República do Brasil Quintino Bocaiuva república |             |
|        | Príncipe de Metternich                                        | No/unknown value                               | século XIX          | absolutismo condecoração Congresso de Viena diplomacia Império Austríaco insígnia Klemens Wenzel von Metternich Ordem de Maria Teresa Príncipe de Metternich-Winneburg-Beilstein Revoluções de 1848                                                                      |             |
|        | Marechal Floriano Peixoto                                     | Eduardo de Sá                                  | 1894                | exército Floriano Peixoto presidente república Revolta da Armada |             |
|        | Manoel Gomes Moreira                                          | Jordão de Oliveira                             | 1956                | Campanha civilista rio |             |
|        | Barão de Sabará                                               | Francisco Terêncio Vieira de Campos            | século XIX          | arma 1º Regimento de Cavalaria de Guardas Manuel Antônio Pacheco Imperial Ordem da Rosa Ordem de Cristo Revoltas Liberais |             |
|        | Viscondessa de Abaeté                                         | Karl Ernst Papf                                | 1874                | Império do Brasil Segundo reinado António Paulino Limpo de Abreu |             |
|        | Visconde de Cairu (2)                                         | No/unknown value                               | século XIX          | Decreto de Abertura dos Portos às Nações Amigas Reino Unido de Portugal, Brasil e Algarves José da Silva Lisboa |             |
|        | Visconde de Sepetiba (2)                                      | Simplício Rodrigues de Sá                      | século XIX          | Império do Brasil ministro da justiça Petrópolis Segundo reinado Aureliano de Sousa e Oliveira Coutinho |             |
|        | General Osório                                                | Joaquim da Rocha Ferreira                      | 1932                | Batalha de Tuiuti Guerra do Paraguai Império do Brasil Manuel Luís Osório Segundo reinado |             |
|        | Barão de Piabanha                                             | Enoé Borges                                    | 1966                | Hilário Joaquim de Andrade condecoração 1º Regimento de Cavalaria de Guardas Imperial Ordem da Rosa Imperial Ordem de Nosso Senhor Jesus Cristo insígnia Segundo reinado                                                                                                 |             |
|        | Visconde de Meriti                                            | François-René Moreaux                          | século XIX          | condecoração Imperial Ordem da Rosa Imperial Ordem do Cruzeiro insígnia Segundo reinado Manuel Lopes Pereira Baía |             |
|        | Luís de Vasconcelos e Sousa                                   | No/unknown value                               | século XIX          | Conde de Figueiró Colónia do Brasil Inconfidência Mineira Lagoa do Boqueirãozinho Luís de Vasconcelos e Sousa, 3.º Conde de Castelo Melhor Passeio Público |             |
|        | General Osório, Marquês do Herval                             | F. Viriato                                     | 1869                | condecoração Manuel Luís Osório Guerra da Cisplatina Guerra do Paraguai insígnia Guerra dos Farrapos |             |
|        | Marechal Sebastião Barreto Pereira Pinto                      | No/unknown value                               | 1837                | Batalha do Passo do Rosário Guerra da Cisplatina Guerra dos Farrapos Sebastião Barreto Pereira Pinto Primeiro reinado |             |
|        | Governador joao pessoa                                        | F. Falcão                                      | década de 1920      | Getúlio Vargas república Revolução de 1930 |             |
|        | Presidente Artur Bernardes                                    | João Timóteo da Costa                          | 1925                | Artur Bernardes Estado de Sítio presidente república |             |
|        | Pedro II (3)                                                  | François-René Moreaux                          | década de 1840      | imperador Pedro II do Brasil Segundo reinado Império do Brasil |             |
|        | Professor Joaquim Menezes de Oliva                            | Rui Alves Campelo                              | 1962                | curso professor |             |
|        | Visconde de Abaeté                                            | Karl Ernst Papf                                | 1874                | António Paulino Limpo de Abreu Bill Aberdeen Império do Brasil |             |
|        | Visconde de Inhaúma                                           | Joaquim da Rocha Fragoso                       |                     | Guerra do Paraguai Império do Brasil Joaquim José Inácio Segundo reinado |             |
|        | O velho Martelais de Fougeres                                 | Manuel Lopes Rodrigues                         | 1894                | |             |
|        | Barão de Vassouras                                            | E. Muller                                      | 1862                | aristocrata Francisco José Teixeira Leite Segundo reinado |             |
|        | Francisco Lacerda do Rego Barros                              | Francisco de Sá                                | 1895                | família homem Francisco do Rego Barros, conde da Boa Vista |             |
|        | Ana Cândida Tobias de Aguiar                                  | No/unknown value                               | século XIX          | |             |
|        | Baronesa de Taquari (primeira)                                | No/unknown value                               | século XIX          | barão nobreza Reino Unido de Portugal, Brasil e Algarves |             |
|        | Homem em traje militar (3)                                    | No/unknown value                               | século XIX          | homem uniforme militar |             |
|        | Frei Domingos da Encarnação Pontevel, 4º bispo de Mariana     | No/unknown value                               | século XVIII        | Arquidiocese de Mariana Domingos da Encarnação Pontevel Igreja Católica |             |
|        | Baronesa de São Borja                                         | S. Rosenthal                                   | século XIX          | barão Vitorino José Carneiro Monteiro Império do Brasil Segundo reinado |             |
|        | Pedro II (4)                                                  | No/unknown value                               | século XIX          | Império do Brasil Ordem de Cristo Pedro II do Brasil Segundo reinado |             |
|        | Marquês de Abrantes                                           | No/unknown value                               | década de 1840      | diplomacia Império do Brasil Marquês de Abrantes Miguel Calmon ministro Primeiro reinado Questão Christie Segundo reinado |             |
|        | Barão de Ipojuca                                              | Ulrich Steffen                                 | 1860                | João do Rego Barros, barão de Ipojuca |             |
|        | Busto de Moça                                                 | Antônio de Souza Lobo                          | 1878                | Império do Brasil vestuário Segundo reinado |             |
|        | Rafael Tobias de Aguiar                                       | Ferdinand Krumholz                             | década de 1840      | Império do Brasil uniforme militar Domitília de Castro e Canto Melo Imperial Ordem da Rosa Ordem de Cristo Primeiro reinado Rafael Tobias de Aguiar Revoltas Liberais São Paulo                                                                                          |             |
|        | Sebastião de Portugal                                         | No/unknown value                               | década de 1560      | Colónia do Brasil Dinastia de Avis Sebastião de Portugal Rio de Janeiro |             |
|        | João Guilherme Greenhalgh                                     | Cimbelino Ramos de Freitas                     | século XX           | Batalha Naval do Riachuelo |             |
|        | Cabeca de flamengo                                            | No/unknown value                               | século XVIII        | homem |             |
|        | Primeiro Barão de Araguari                                    | No/unknown value                               | século XIX          | |             |
|        | Maria Soares Marcelly Peixoto de Brito e Mello                | J. M. D'Avila                                  | 1861                | Segundo reinado |             |
|        | Barão de Taquari (primeiro)                                   | No/unknown value                               | século XIX          | Barão de Taquari Império do Brasil |             |
|        | Maria Isabel de Albuquerque Maranhão                          | No/unknown value                               | século XIX          | mulher |             |
|        | Barão de São Borja                                            | S. Rosenthal                                   | século XIX          | Vitorino José Carneiro Monteiro Guerra do Paraguai Império do Brasil Guerra dos Farrapos Segundo reinado |             |
|        | Dama espanhola                                                | No/unknown value                               | 1830                | Espanha humano mulher |             |
|        | Visconde de Santa Rita                                        | Édouard Viénot                                 | 1868                | Imperial Ordem da Rosa Visconde de Santa Rita |             |
|        | Barão de Duas Barras                                          | Manuel Poluceno Pereira da Silva               | 1879                | Barão de Duas Barras Império do Brasil Segundo reinado |             |
|        | Cabeça de guerreiro holandês (estudo)                         | Victor Meirelles                               | década de 1870      | Batalha dos Guararapes Colónia do Brasil Guerra Luso-Holandesa uniforme militar Invasões holandesas no Brasil Museu Nacional de Belas Artes |             |
|        | Josefa de Barros Barreto do Rego Barros                       | Francisco de Sá                                | 1895                | família mulher Francisco do Rego Barros, conde da Boa Vista |             |
|        | Barão de Teresópolis                                          | Edmond Viancin                                 | 1876                | aristocrata Francisco Ferreira de Abreu Segundo reinado |             |
|        | Felix Peixoto de Brito e Mello                                | J. M. D'Avila                                  | 1861                | Império do Brasil condecoração Revolta Praieira |             |
|        | Marques de paranagua (primeiro)                               | No/unknown value                               | 1826                | Império do Brasil Marquês de Paranaguá Revoltas Liberais |             |
|        | Marquês de Tamandaré (almirante)                              | Cadmo Fausto de Sousa                          | século XX           | Almirante Tamandaré Guerra do Paraguai marinha de guerra Marinha do Brasil Segundo reinado |             |
|        | Martim Francisco Ribeiro de Andrada e Silva (filho)           | No/unknown value                               | século XIX          | família Império do Brasil Independência do Brasil José Bonifácio de Andrada e Silva Martim Francisco Ribeiro de Andrada Primeiro reinado |             |
|        | Benjamin Constant                                             | No/unknown value                               | século XIX          | bandeira Benjamin Constant Instituto Benjamin Constant Ordem e Progresso república |             |
|        | Pedro I (1)                                                   | No/unknown value                               | século XIX          | joalharia Pedro I do Brasil |             |
|        | Miguel I, rei de Portugal                                     | Antônio José dos Santos                        | século XIX          | Família real portuguesa Guerras Napoleónicas Miguel I de Portugal monarca de Portugal transferência da corte portuguesa para o Brasil |             |
|        | Barão do Matoso                                               | Maranhense Mello                               | 1827                | engenheiro Guerra do Paraguai Império do Brasil Segundo reinado forças armadas |             |
|        | Os senhores de Macujé ou Família Barros Barreto               | Ulrich Steffen                                 | 1860                | família Francisco do Rego Barros Barreto Império do Brasil Segundo reinado |             |
|        | Viscondessa de Santa Rita                                     | Édouard Viénot                                 | 1868                | Império do Brasil Segundo reinado visconde |             |
|        | Joaquim Augusto Ribeiro de Sousa                              | Angelo Agostini                                | 1893                | Joaquim Augusto Ribeiro de Sousa teatro |             |
|        | Conde de Pinhal                                               | No/unknown value                               | 1899                | Conde do Pinhal Segundo reinado |             |
|        | Marquês de Pombal                                             | No/unknown value                               | século XIX          | Colónia do Brasil Conde de Oeiras Expulsão dos jesuítas de Portugal, 1759 Sebastião José de Carvalho e Melo, marquês de Pombal José I de Portugal Ordem de Cristo |             |
|        | Baronesa de Teresópolis                                       | Edmond Viancin                                 | 1876                | aristocrata Segundo reinado |             |
|        | Comendador João Pereira Durão                                 | No/unknown value                               | século XIX          | Império do Brasil Imperial Ordem da Rosa Ordem de Cristo Ordem Nacional do Cruzeiro do Sul Segundo reinado |             |
|        | (Menino holandês)                                             | No/unknown value                               |                     | criança Escola holandesa menino |             |
|        | Antônio Carlos Ribeiro de Andrada Machado e Silva             | No/unknown value                               | século XIX          | Conde do Pinhal independência Primeiro reinado José Bonifácio de Andrada e Silva |             |
|        | Cabeça de velho                                               | Manuel Teixeira da Rocha                       | 1885                | homem idoso |             |
|        | (Mulher ajoelhada)                                            | No/unknown value                               | século XIX          | |             |
|        | Baronesa de Duas Barras                                       | Manuel Poluceno Pereira da Silva               | 1880                | barão Império do Brasil Segundo reinado |             |
|        | Duque de Caxias                                               | Jean-Baptiste Courtois                         | década de 1870      | Duque de Caxias Guerra do Paraguai Segundo reinado |             |
|        | José de Alencar                                               | Karl Ernst Papf                                | 1882                | José de Alencar literatura do Brasil romantismo Segundo reinado |             |
|        | Barão de Loreto                                               | Joaquim da Rocha Fragoso                       | 1882                | Biblioteca do Exército Império do Brasil Franklin Dória Segundo reinado |             |
|        | André Pinto Rebouças                                          | Rodolfo Bernardelli                            | 1897                | André Rebouças |             |
|        | Joaquim de Araújo Maia                                        | Édouard Viénot                                 | 1892                | República Velha |             |
|        | Joaquim Murtinho (atribuído)                                  | João Timóteo da Costa                          | 1930                | Joaquim Murtinho ministro da Fazenda do Brasil |             |
|        | Retrato de senhor em traje civil (atribuído)                  | João Batista da Costa                          | 1899                | homem |             |
|        | Professor Edgar Roquette-Pinto                                | Maria Luiza Maciel Pinheiro                    | 1957                | Edgar Roquette-Pinto |             |
|        | Almirante José Maria de Almeida                               | No/unknown value                               | década de 1820      | Arsenal de Marinha do Rio de Janeiro José Maria de Almeida ministro da Marinha do Brasil Ordem da Torre e Espada Ordem de Cristo Ordem Nacional do Cruzeiro do Sul Primeiro reinado                                                                                      |             |
|        | Simón Bolívar                                                 | No/unknown value                               | século XIX          | América espanhola Colômbia colónia Equador independência Libertadores Venezuela Simón Bolívar |             |
|        | Duquesa de Goiás                                              | No/unknown value                               | 1853                | Pedro I do Brasil Isabel Maria de Alcântara Brasileira vestuário Domitília de Castro e Canto Melo |             |
|        | Anita Garibaldi (Ana Ribeiro da Silva)                        | Joaquim da Rocha Ferreira                      | 1933                | Anita Garibaldi Guerra dos Farrapos |             |
|        | Dama da Corte (6)                                             | No/unknown value                               | década de 1590      | mulher vestuário |             |
|        | D. Mariana Baptista de Carvalho e Souza                       | Édouard Viénot                                 | século XIX          | Irineu Evangelista de Sousa Segundo reinado |             |
|        | Almirante José Secundino de Gomensoro                         | Vienot et Morissete                            | década de 1880      | almirante Batalha Naval do Riachuelo Guerra do Paraguai Segundo reinado |             |
|        | Tenente-Coronel José Carlos de Carvalho (2)                   | Antônio de Souza Lobo                          | 1873                | Império do Brasil Ministério da Guerra Segundo reinado |             |
|        | Generais Argolo                                               | Couto Filho                                    | 1895                | Alexandre Gomes de Argolo Ferrão Niterói Francisco de Paula Argolo Guerra do Paraguai Revolta da Armada Guerra de Independência do Brasil Alexandre Gomes de Argolo Ferrão Filho guerra                                                                                  |             |
|        | Maestro Francisco Braga (infância)                            | No/unknown value                               | década de 1870      | compositor Antônio Francisco Braga música |             |
|        | Conde da Boa Vista                                            | Francisco de Sá                                | 1895                | Império do Brasil Francisco do Rego Barros, conde da Boa Vista Segundo reinado |             |
|        | Cabeça de guerreiro holandês                                  | No/unknown value                               | século XX           | Colónia do Brasil Guerra Luso-Holandesa guerreiro uniforme militar Invasões holandesas no Brasil |             |
|        | General Bento Gonçalves da Silva                              | No/unknown value                               | século XIX          | Bento Gonçalves Guerra dos Farrapos Período regencial Segundo reinado |             |
|        | Marechal Deodoro da Fonseca (2)                               | Henrique Bernardelli                           | década de 1890      | Deodoro da Fonseca Proclamação da República do Brasil república |             |
|        | Conde de Irajá                                                | Manuel Poluceno Pereira da Silva               | 1853                | Império do Brasil Manuel do Monte Rodrigues de Araújo homem hábito religioso Ordem de São Januário Segundo reinado |             |
|        | Segundo Conde de Resende                                      | No/unknown value                               | século XIX          | Colónia do Brasil vestuário José Luís de Castro Ordem de Cristo vice-rei |             |
|        | D. Luís de Vasconcelos e Sousa                                | No/unknown value                               | década de 1780      | Colónia do Brasil Conde de Figueiró Conde de Oeiras Igreja de Nossa Senhora do Parto vestuário Lagoa do Boqueirãozinho Luís de Vasconcelos e Sousa, 3.º Conde de Castelo Melhor Largo do Carmo Passeio Público vice-rei                                                  |             |
|        | Teófilo Ottoni (1)                                            | No/unknown value                               | século XIX          | Império do Brasil Minas Gerais Revoltas Liberais Segundo reinado Senado Federal do Brasil Teófilo Ottoni |             |
|        | Conselheiro Antônio Ferreira Viana                            | Vilma Teresa Rodrigues de Carvalho             | século XX           | bacharelato Antônio Ferreira Viana deputado ministro da justiça grupo de humanos |             |
|        | Conselheiro Ferreira Viana                                    | Luís Teixeira                                  | século XIX          | bacharelato Império do Brasil Antônio Ferreira Viana deputado ministro da justiça |             |
|        | Retrato de Carmen Pimentel                                    | No/unknown value                               | 1965                | Carmen |             |
|        | General Manuel Luís Osório                                    | Jean-Baptiste Courtois                         | século XIX          | Manuel Luís Osório Guerra do Paraguai vestuário uniforme militar Segundo reinado |             |
|        | Karl Philipp, Príncipe de Schwarzenberg                       | No/unknown value                               | século XIX          | Campanha da Rússia Chanceler da Áustria condecoração Guerras Napoleónicas Guerras Revolucionárias Francesas insígnia Karl Philipp Ordem do Tosão de Ouro Ordem de Maria Teresa                                                                                           |             |
|        | Padre Antônio Vieira                                          | Agostinho de Jesus Maria                       | 1866                | Colónia do Brasil Companhia de Jesus António Vieira |             |
|        | Visconde de Mauá                                              | Édouard Viénot                                 |                     | Banco do Brasil Segundo reinado Irineu Evangelista de Sousa |             |
|        | Coelho Neto                                                   | No/unknown value                               | século XX           | Academia Brasileira de Letras escritor literatura |             |
|        | Castelhana                                                    | Ernst Nowak                                    | século XIX          | Academia de Belas-Artes de Viena Áustria mulher |             |
|        | Teófilo Ottoni (2)                                            | Miguel Navarro Cañizares                       | 1883                | império Minas Gerais Revoltas Liberais Segundo reinado senador Teófilo Ottoni |             |
|        | Maria I                                                       | José Leandro de Carvalho                       | século XIX          | Colónia do Brasil Maria I de Portugal Família real portuguesa Portugal |             |
|        | Rafael Tobias de Aguiar filho                                 | No/unknown value                               | século XIX          | Império do Brasil Domitília de Castro e Canto Melo Rafael Tobias de Aguiar |             |
|        | Retrato de Francisco Gomes da Silva, o "Chalaça"              | Simplício Rodrigues de Sá                      | século XIX          | Francisco Gomes da Silva Missão Artística Francesa Primeiro reinado |             |
|        | Gustavo Barroso                                               | Raimundo Cela                                  | década de 1930      | curso Gustavo Barroso museologia Museu Histórico Nacional |             |
|        | Princesa Isabel (1)                                           | Vicente Mallio                                 | 1874                | abolicionismo Família imperial brasileira Lei Áurea luto Isabel do Brasil |             |
|        | João VI                                                       | No/unknown value José Leandro de Carvalho      | século XIX          | Reino Unido de Portugal, Brasil e Algarves Família real portuguesa João VI de Portugal Príncipe Regente do Brasil corte |             |
|        | Teresa Cristina (1)                                           | Vicente Mallio                                 | 1874                | Pedro II do Brasil Família imperial brasileira Teresa Cristina de Bourbon-Duas Sicílias Segundo reinado |             |
|        | Pedro II (5)                                                  | Vicente Mallio                                 | 1884                | condecoração Pedro II do Brasil Imperial Ordem do Cruzeiro insígnia Ordem do Tosão de Ouro Segundo reinado |             |
|        | Teresa Cristina (2)                                           | François-René Moreaux                          | 1858                | In commendam insígnia Segundo reinado Teresa Cristina de Bourbon-Duas Sicílias |             |
|        | Pedro II (6)                                                  | José Barreto de Menezes                        | 1855                | condecoração imperador Imperial Ordem do Cruzeiro insígnia Ordem de Nossa Senhora da Conceição de Vila Viçosa Ordem do Tosão de Ouro Prémios de Portugal Pedro II do Brasil Segundo reinado                                                                              |             |
|        | D. Pedro II (1)                                               | Cincinato Mavignier                            | 25 de março de 1852 | condecoração Imperial Ordem da Rosa Imperial Ordem do Cruzeiro Império do Brasil insígnia Ordem de Cristo Ordem do Tosão de Ouro Pedro II do Brasil Segundo reinado |             |
|        | Teresa Cristina (3)                                           | No/unknown value                               | século XIX          | Império do Brasil Imperatriz Segundo reinado Teresa Cristina de Bourbon-Duas Sicílias |             |
|        | Pedro II (7)                                                  | Vicente Mallio                                 | 1874                | condecoração Pedro II do Brasil Família imperial brasileira Império do Brasil insígnia luto Ordem do Tosão de Ouro Segundo reinado |             |
|        | Teresa Cristina (4)                                           | G. Rovello                                     | década de 1880      | Imperatriz Império do Brasil Pedro II do Brasil Segundo reinado Teresa Cristina de Bourbon-Duas Sicílias |             |
|        | Pedro II (8)                                                  | Jules Le Chevrel                               | 1862                | Escola Nacional de Belas Artes Missão Artística Francesa Pedro II do Brasil |             |
|        | Pedro II (9)                                                  | Delfim da Câmara                               | 1875                | Império do Brasil Escola Nacional de Belas Artes imperador Pedro II do Brasil Segundo reinado |             |
|        | José Bonifácio de Andrade e Silva                             | Décio Villares                                 | 1914                | Abdicação de Dom Pedro I Brasil império Independência do Brasil José Bonifácio de Andrada e Silva Primeiro reinado |             |
|        | Retrato de criança                                            | Aurélio de Figueiredo                          | século XIX          | brinquedo criança infância |             |
|        | Sofia Jobim Magno de Carvalho                                 | Ladislas Burjan                                | 1959                | etnografia vestuário moda Sophia Jobim |             |
|        | Pedro II (10)                                                 | Delfim da Câmara                               | 1877                | Império do Brasil condecoração constituição insígnia Ordem do Tosão de Ouro Pedro II do Brasil Segundo reinado tribunal da relação |             |
|        | D. Pedro I                                                    | No/unknown value                               | século XIX          | Pedro I do Brasil Império do Brasil Primeiro reinado |             |
|        | Duque de Bragança - D. Pedro IV                               | No/unknown value                               | século XIX          | abdicação condecoração Pedro I do Brasil Duque de Bragança Imperial Ordem do Cruzeiro Independência do Brasil insígnia Ordem do Tosão de Ouro Primeiro reinado |             |
|        | Teresa Cristina (5)                                           | Vicente Mallio                                 | 1874                | Teresa Cristina de Bourbon-Duas Sicílias Imperatriz luto Segundo reinado |             |
|        | Pedro II (11)                                                 | No/unknown value                               | 1858                | Pedro II do Brasil Escola Nacional de Belas Artes Imperial Ordem do Cruzeiro insígnia Ministério da Guerra Proclamação da República do Brasil Segundo reinado |             |
|        | Pedro II (12)                                                 | François-René Moreaux                          | século XIX          | arma Imperial Ordem da Rosa Imperial Ordem do Cruzeiro Ordem de Cristo Pedro II do Brasil Segundo reinado |             |
|        | Dom Pedro II (1)                                              | No/unknown value                               | 1841                | condecoração Pedro II do Brasil Família imperial brasileira Imperial Ordem do Cruzeiro Império do Brasil insígnia Ordem do Tosão de Ouro Segundo reinado |             |
|        | Mariana Vitória de Bourbon                                    | No/unknown value                               | século XVIII        | Colónia do Brasil Família real portuguesa Mariana Vitória de Bourbon |             |
|        | Princesa de Joinville                                         | A. Asel                                        | década de 1840      | Dona Francisca Família imperial brasileira Império do Brasil Francisca de Bragança Segundo reinado |             |
|        | Pedro II (13)                                                 | Ernst Nowak                                    | 1888                | condecoração Imperial Ordem do Cruzeiro Império do Brasil insígnia Ordem do Tosão de Ouro Pedro II do Brasil Segundo reinado |             |
|        | Princesa Isabel (2)                                           | Auguste Petit                                  | década de 1860      | abolicionismo Maria Amanda Paranaguá Dória Família imperial brasileira Império do Brasil Lei Áurea Isabel do Brasil Segundo reinado |             |
|        | Pedro I (3)                                                   | No/unknown value Manuel de Araújo Porto-Alegre | 1826                | imperador Imperial Ordem de Pedro Primeiro Imperial Ordem do Cruzeiro Independência do Brasil Ordem de Carlos III Ordem de Nossa Senhora da Conceição de Vila Viçosa Palácio Imperial de Hofburg, Pedro I do Brasil Primeiro reinado Quinta da Boa Vista                 |             |
|        | Dom Francisco Xavier de Távora                                | No/unknown value                               | século XVIII        | Colónia do Brasil governador Ordem de Cristo Rio de Janeiro |             |
|        | Marquesa de Santos                                            | No/unknown value Francisco Pedro do Amaral     | década de 1820      | Pedro I do Brasil Domitília de Castro e Canto Melo Felício Pinto Coelho de Mendonça Ordem Real de Santa Isabel Primeiro reinado Rafael Tobias de Aguiar |             |
|        | Maria Leopoldina na Ilha da Madeira                           | No/unknown value                               | 1817                | Arquiducado da Áustria matrimónio Casa de Habsburgo-Lorena Ilha da Madeira Maria Leopoldina de Áustria Pedro I do Brasil Primeiro reinado Reino Unido de Portugal, Brasil e Algarves                                                                                     |             |
|        | Conde d'Eu                                                    |                                                | século XIX          | Gastão de Orléans, Conde d'Eu Família imperial brasileira Guerra do Paraguai Segundo reinado |             |
|        | Pedro I (4)                                                   | No/unknown value                               | século XIX          | condecoração Pedro I do Brasil Império do Brasil insígnia Primeiro reinado |             |
|        | Pedro II (14)                                                 | No/unknown value                               | 1880                | condecoração Pedro II do Brasil insígnia Ordem do Tosão de Ouro Segundo reinado |             |
|        | D. Pedro II (2)                                               | João Batista da Costa                          | século XIX          | Pedro II do Brasil Escola Estadual Rodrigues Alves Segundo reinado |             |
|        | Pedro II (15)                                                 | Auguste Petit                                  | 1882                | In commendam Escola Nacional de Belas Artes Imperial Ordem do Cruzeiro Pedro II do Brasil Segundo reinado |             |
|        | Pedro II (16)                                                 | No/unknown value                               | 1847                | Imperial Ordem do Cruzeiro Ordem de Cristo Ordem de Nossa Senhora da Conceição de Vila Viçosa Pedro II do Brasil Segundo reinado |             |
|        | Conde d´Eu                                                    | Vicente Mallio                                 | 1874                | Gastão de Orléans, Conde d'Eu Família imperial brasileira Guerra do Paraguai Império do Brasil luto |             |
|        | José de Bragança - Príncipe do Brasil                         | No/unknown value                               | século XVIII        | Colónia do Brasil condecoração Família real portuguesa insígnia José de Bragança, arcebispo de Braga Ordem de Cristo Príncipe da Beira Velo de ouro |             |
|        | Pedro I (5)                                                   | Henrique José da Silva                         | 1825                | Coroa imperial Pão de Açúcar Pedro I do Brasil Primeiro reinado Rio de Janeiro |             |
|        | D. João VI                                                    | No/unknown value                               | 1816                | corte João VI de Portugal Príncipe Regente do Brasil |             |
|        | Princesa Isabel (3)                                           | G. Rovello                                     | década de 1880      | abolicionismo escravatura Família imperial brasileira Lei Áurea Isabel do Brasil Segundo reinado |             |
|        | Pedro II (17)                                                 | José Correia de Lima                           | 1849                | condecoração Império do Brasil insígnia Pedro II do Brasil Segundo reinado Velo de ouro |             |
|        | Princesa Isabel (idosa)                                       |                                                | século XX           | abolicionismo Família imperial brasileira Lei Áurea Isabel do Brasil idoso |             |
|        | João VI e Carlota Joaquina                                    | Manuel Dias de Oliveira                        | século XIX          | Reino Unido de Portugal, Brasil e Algarves Carlota Joaquina de Bourbon João VI de Portugal Família real portuguesa Portugal |             |
|        | D. Maria Francisca de Assis de Bragança e Bourbon             | No/unknown value                               | século XIX          | Carlota Joaquina de Bourbon João VI de Portugal Família real portuguesa Guerras Napoleónicas Maria Francisca de Assis de Bragança |             |
|        | Pedro II (18)                                                 | Manuel Poluceno Pereira da Silva               | 1862                | condecoração Pedro II do Brasil Escola Nacional de Belas Artes Imperial Ordem do Cruzeiro insígnia Ordem de Nossa Senhora da Conceição de Vila Viçosa Ordem do Tosão de Ouro Segundo reinado                                                                             |             |
|        | Pedro II (19)                                                 | No/unknown value                               | 1864                | Família imperial brasileira Império do Brasil Pedro II do Brasil Segundo reinado |             |
|        | Pedro II (20)                                                 | Manuel Poluceno Pereira da Silva               | 1859                | Pedro II do Brasil Imperial Ordem do Cruzeiro insígnia Segundo reinado |             |
|        | Dom Pedro II (2)                                              | Louis-Auguste Moreaux                          | 1840                | Império do Brasil maioridade Pedro II do Brasil Segundo reinado |             |
|        | General osório, coronel do 2? regimento cavalaria             | No/unknown value                               | século XIX          | Manuel Luís Osório Regimento de Lanceiros n.º 2 |             |
|        | José I                                                        | No/unknown value                               | século XVIII        | Colónia do Brasil José I de Portugal Família real portuguesa Sebastião José de Carvalho e Melo, marquês de Pombal Ordem de Cristo monarca de Portugal |             |
|        | Dom Sebastião Gabriel de Bourbon e Bragança                   | Arnaud Pallière                                | década de 1810      | Bragança Reino Unido de Portugal, Brasil e Algarves Sebastião de Bourbon e Bragança Família real espanhola Família real portuguesa Ordem de Carlos III |             |
|        | Casamento de Pedro e Leopoldina (alegoria)                    | Domingos Clementino                            | 28 de junho de 1820 | matrimónio Pedro I do Brasil Família imperial brasileira imperador Maria Leopoldina de Áustria |             |
|        | Homem em traje civil (2)                                      | Giuseppe Boscagli                              |                     | vestuário civil |             |
|        | Francisco Manuel da Silva (2)                                 | Guttmann Bicho                                 | 1936                | Academia Brasileira de Letras compositor Conservatório de Música do Rio de Janeiro Hino Nacional Brasileiro Francisco Manuel da Silva música |             |
|        | Dama da Corte (2)                                             |                                                | século XIX          | França vestuário Miguel Calmon mulher |             |
|        | Homem (2)                                                     | No/unknown value                               | século XIX          | |             |
|        | Romano                                                        | Ulpiano Checa Sanz                             | século XIX          | Lúcio Sérgio Catilina Romano |             |
|        | Pedro I (2)                                                   | No/unknown value                               | 1823                | condecoração Pedro I do Brasil Imperial Ordem do Cruzeiro insígnia Ordem de Nossa Senhora da Conceição de Vila Viçosa Prémios de Portugal Primeiro reinado |             |
|        | Tiradentes (alferes)                                          | José Wasth Rodrigues                           | 1940                | Colónia do Brasil Inconfidência Mineira Tiradentes |             |

## retrato familiar
| Imagem | Título           | Criador          | Data           | Tópico | Descrito em |
| ------ | ---------------- | ---------------- | -------------- | --- | ----------- |
|        | Família Imperial | No/unknown value | década de 1880 | Gastão de Orléans, Conde d'Eu António Gastão de Orléans e Bragança Pedro I do Brasil Pedro Augusto de Saxe-Coburgo e Bragança Pedro II do Brasil Teresa Cristina de Bourbon-Duas Sicílias Família imperial brasileira imperador Isabel do Brasil Segundo reinado |             |

∑ 503 items.